# Arthur Lee Maye

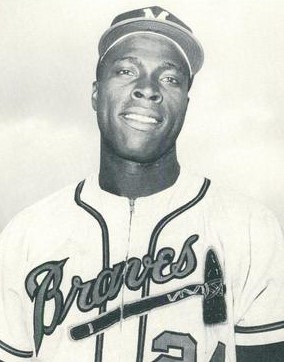
Arthur Lee Maye (1964) - amerikanischer R&B-Sänger und Baseballspieler

Arthur Lee Maye (* 11. Dezember 1934 in Tuscaloosa, Alabama; † 17. Juli 2002 in Riverside, Kalifornien) war ein amerikanischer Doo-Wop-Sänger und Baseballspieler.

## Karriere

### Highschool Bands und erste Aufnahmen
Als Kind kam Arthur Lee Maye von Alabama nach Los Angeles, wo er an der Jefferson Highschool anfing, in mehreren Vokalgruppen als Tenor zu singen. Die erste davon waren The Carmels mit Eugene Taylor, Delmar Wilburn, Norman Manley und Charles Holmes. 1953 freundete er sich mit dem Bariton Richard Berry an, mit dem er neben Thomas „Pete“ Fox, Obediah Jessie und A. V. Odum die Debonairs gründete. Odum und Maye verließen die Band, bevor sie sich nach einigen Umbesetzungen mit Cornel Gunter und Beverly Thompson in The Flairs umbenannte. Dem Netzwerk der jungen Doo-Wop-Sänger um Berry, Maye und auch Jesse Belvin, von denen viele später in den R&B-Bands von Los Angeles wie den Coasters, den Platters, den Penguins oder den Medallions sangen, entsprang die Bezeichnung „Jeff High Sound“.
Bei Modern Records konnte Arthur Lee Maye seine ersten Aufnahmen machen. Dazu formierte er sich mit Richard Berry und Johnny Coleman zu den „5“ Hearts, die The Fine One und Please Please Baby einspielten. Zwar waren die jungen Sänger nur zu dritt, das Management von Modern entschied sich aber für einen Namen, der ein Vokal-Quintett vorgaukelte, wie sie Mitte der 1950er populär waren. Aus diesem Grund, so vermutet der Musikjournalist Marv Goldberg, war die Zahl Fünf auch in Anführungszeichen gesetzt. Als „The Rams“ spielte das Trio eine zweite Single ein: Sweet Thing erschien ebenso wie Please Please Baby auf dem assoziierten Label Flair Records. Auf der Rückseite Rock Bottom ist die Band von Maxwell Davis prominent zu hören.

### The Crowns
Arthur Lee Maye stellte unter Berücksichtigung seiner bisherigen Gesangspartner, nachdem er bei Modern einen festen Vertrag unterzeichnet hatte, die Band The Crowns zusammen, benannt nach Moderns Sublabel Crown Records. Die erste Single Please Tell Me führt allerdings nur Richard Berry als Interpret, die ungenannten Crowns bestanden aus Maye, Johnny Coleman von den „5“ Hearts, Odell Cole und Little Johnny Morris. Die erste Platte als Arthur Lee Maye & The Crowns präsentierte mit Set My Heart Free eine schöne R&B-Ballade, in der Maye sein Talent als Lead-Tenor zeigen konnte. Für die Rückseite I Wanna Love wurde Randy Jones von den Meadowlarks und den Penguins hinzugebeten. Die nächsten beiden Singles erschienen auf RPM Records, einem Sublabel Moderns und hatten einigen lokalen Erfolg, vor allem die Ballade Truly, geschrieben von Richard Berry, verkaufte sich gut. Zu Beginn des Jahres 1955 formierten Berry und Maye die Crowns neu, nachdem sie zu Specialty Records gewechselt waren. Gloria, eine Reminiszenz an die befreundete Sängerin Gloria Jones von den Dreamers, war wieder aus der Feder von Berry, mit Oh-Rooba-Lee auf der Rückseite besang Maye ein Mädchen, das er als „Ruby Lee“ in Erinnerung hatte, deren Namen aber aufgrund der großen Ähnlichkeit zu einem aktuellen Songtitel von B.B. King verfremdet werden musste. Die Besetzungen der Flairs und der Crowns wechselten dabei munter durch, Maye erinnert sich: „We’d rotate guys. It was no problem because we’d been singing together for years.“ (Wir wechselten die Jungs durch. Das war kein Problem, da wir schon seit Jahren zusammen gesungen hatten.) Allerdings war die Specialty-Veröffentlichung die letzte Platte, auf der die Crowns als Vokalensemble genannt wurde, seitdem konzentrierte sich das Interesse der Marketing-Strategen auf den Frontmann unter dem Namen „Arthur Lee Maye“ oder „Lee Maye“.

### Bei Johnny Otis, Flip und Cash
Ende 1965 stellte der umtriebige Produzent Johnny Otis mit Arthur Lee Maye, dem Bariton Mel Williams, dem Tenor Harold Lewis und dem Bass Sonny Moore eine Band zusammen, mit der er Coverversionen populärer R&B-Hits einspielte, darunter Earth Angel, Honey Love, Only You (And You Alone), Gee, At My Front Door und One Mint Tulip. Die Stücke, deren Hauptstimme Arthur übernahm, und weitere, auf denen das Quartett von Richard Berry und Jesse Belvin unterstützt wurden, veröffentlichte Otis unter dem Bandnamen „The Jayos“ auf seinem Label Dig Records als LP mit dem Titel Johnny Otis Rock and Roll Hit Parade – Vol. 1. Ebenfalls auf Dig erschienen mit This Is the Night for Love und A Fool’s Prayer zwei Stücke, für deren Einspielung Maye ein neues Line-Up der Crowns organisierte.
Richard Berry holte seinen Freund Arthur 1958 zu Flip Records, wo er seit einigen Monaten unter Vertrag stand und für Maye die bluesige Nummer Cause You’re Mine Alone geschrieben hat, das auf Ivory Joe Hunters I Almost Lost My Mind aufbaut. Als Begleitung neben den obligatorischen Crowns spielte Johnny Guitar Watson die Gitarre. Der Sänger Henry Strogin vermittelte Maye zu seinem Arbeitgeber Cash Records, wo er mit Will You Be Mine einen Hit der Swallows aus dem Jahr 1951 coverte. All I Want Is Someone to Love war die zweite Veröffentlichung auf dem Label, danach stellte Maye seine musikalischen Ambitionen zugunsten der sportlichen Karriere vorerst zurück. Arthurs Bruder Eugene übernahm an seiner Stelle eine Führungsrolle bei den Crowns, die unter anderem Henry Strogin auf dessen Aufnahmen bei Dig begleiteten.

### Karriere als Baseballspieler
Arthur Lee Maye war bereits als Teenager an der Highschool auch ein talentierter Baseballspieler. 1954 wurde er von den Milwaukee Braves verpflichtet und zuerst bei assoziierten Clubs in den Minor Leagues eingesetzt: bei den Boise Pilots, den Eau Claire Braves, den Yakima Braves und denn Evansville Braves. Ab 1959 spielte er unter dem Namen „Lee Maye“ als Outfielder 13 Spielzeiten professionell in der Major League, dabei zuerst bei seinem Stammverein in Milwaukee. 1965 wurde er an die Houston Astros verkauft. 1967 bis 1969 spielte er bei den Cleveland Indians, dann eine Saison bei den Washington Senators. Seine letzte Station waren die Chicago White Sox, denen er bis 1971 angehörte. In seiner Profi-Karriere wurde er 1.288 mal eingesetzt und brachte es auf einen Karriere-Schlagdurchschnitt von .274, darunter vier Saisons mit über .300. Er schlug 94 Home Runs sowie 419 RBIs und erzielte 533 Runs. Die doppelte Karriere als Musiker und Sportler zollte sich gegenseitig Tribut. In einem Interview 1985 zeigt sich Maye davon überzeugt, dass er sowohl in der Musik als auch im Sport bei mehr Konzentration auf die eine Laufbahn erfolgreicher hätte sein können. Aufgrund seiner sportlichen Verpflichtungen musste er die Studio-Aufnahmen stets in die Zwischensaison von Oktober bis Februar legen und konnte seine Songs allenfalls im Folgejahr selbst auf Tour vermarkten, was einer sinnvollen Promotion und Ankurbelung des Chartverlaufs abträglich war.

### Spätere Aufnahmen
Mitte der 1960er Jahre konnte sich Maye wieder öfter im Studio blicken lassen. So produzierte Huey Meaux in Muscle Shoals einige Seiten für Jamie Records. Ein Duett mit Barbara Lynn erschien im Februar 1965. Danach nahm er bevorzugt mit Meaux in Houston auf, der die Songs auf seinen eigenen Labels Pic 1 Records, Tower Records, Jetstream Records und Peacemaker Records herausbrachte. Die Single auf letzterem Label – Fools Rush In mit Jes’ Lookin’ – wurde auch an Chess Records weiterlizenziert. Nach seiner Karriere als Profisportler arbeitete Arthur bei Amtrak, er war aber stolz auf seine letzte Single Moonlight für Antrell Records aus dem Jahr 1985. In den Neunzigern besuchte er gerne die Konzerte der Doo-Wop-Society in Los Angeles, wo er seine Freunde und Fans traf und wo er seine alten Hits zum Besten gab. Er starb 2002 an Leberkrebs und hinterließ Frau und drei Töchter.

## Diskografie
- 1954 – The Fine One / Please Baby Please, Flair 1026 (als The „5“ Hearts)
- 1954 – Set My Heart Free / I Wanna Love, Modern 944 (als Arthur Lee Maye & The Crowns)
- 1955 – Truly / Oochie Pachie, RPM 424 (als Arthur Lee Maye & The Crowns)
- 1955 – Please Tell Me / Oh Oh, Get out of the Car, Flair 1064 (als Unterstützung von Richard Berry mit den Crowns)
- 1955 – Sweet Thing / Rock Bottom, Flair 1066 (als The Rams)
- 1955 – Love Me Always / Loop De Loop De Loop, RPM 429
- 1955 – Please Don’t Leave Me / Do the Bop, RPM 438 (als Arthur Lee Maye & The Crowns)
- 1956 – Gloria / Oo-Rooba-Lee, Specialty 573 (als Arthur Lee Maye & The Crowns)
- 1956 – This Is The Night for Love / Honey Honey, Dig 124
- 1956 – Whispering Wind / A Fool’s Prayer, Dig 133
- 1957 – Hey Pretty Girl / Cause You’re Mine Alone, Flip 330
- 1958 – Will You Be Mine / Honey Honey, Cash 1063 (als Lee Maye)
- 1958 – All I Want Is Someone to Love / Pounding, Cash 1065
- 1961 – Will You Be Mine / Honey Honey, Imperial 5790 (als Lee Maye)
- 1963 – Halfway (Out of Love with You) / I Can’t Please You, Lenox 5566
- 1964 – Love Me Always / Loop De Loop De Loop, Kent 406
- 1964 – Who Made You What You Are / Loving Fool, Jamie 1272
- 1964 – How’s The World Treating You / Loving Fool, Jamie 1276
- 1964 – Only a Dream / The Breaks of Life, Jamie 1184
- 1964 – Who Made You What You Are / Even a Nobody, Jamie 1287
- 1964 – Have Love Will Travel / Loving Fool, Jetstream 735
- 1964 – Have Love Will Travel / unbekanntes Instrumental, Guyden 2101 (als The Off-Beats)
- 1965 – Careless Hands / (Don’t Pretend) Just Lay It on the Line, Jamie 1295 (als Barbara Lynn & Lee Maye)
- 1965 – Today Today / Touch Me on My Shoulder, Pic 1 (als Lee Maye)
- 1965 – Total Disaster / What’s Happening, Pic 1 (als Lee Maye)
- 1965 – Stop the World / At the Party, Pic 1
- 1966 – When My Heart Runs No More / At the Party, Tower 243 (als Lee Maye)
- 1967 – Fools Rush in / Jes’ Lookin’, Pacemaker 252
- 1967 – Fools Rush in / Jes’ Lookin’, Chess 2000 (als Lee Maye)
- 1968 – If You Leave Me / The Greatest Love I’ve Ever Known, ABC-Paramount 11028 (als Lee Maye)
- 1969 – He’ll Have to Go / Jes’ Lookin’, Buddah 141 (als Lee Maye)
- 1985 – Moonlight / I’m Happy and in Love, Antrell 102 (als Lee Maye)